# Шеріл Чемберс
Шеріл Чемберс (англ. Cheryl Chambers, 18 квітня 1968) — австралійська баскетболістка.